# Olibia Ier de Carcassonne
 (août 2024).
Si vous disposez d'ouvrages ou d'articles de référence ou si vous connaissez des sites web de qualité traitant du thème abordé ici, merci de compléter l'article en donnant les références utiles à sa vérifiabilité et en les liant à la section « Notes et références ».
Olibia ou Olivier Ier de Carcassonne est comte de Carcassonne et aussi de Razès de 821 à 837.

## Biographie
Il est le fils de Bello de Carcassonne et de Nimilde, il succède à son frère Gisclafred, il épouse une Richilde et ils eurent un enfant, Olibia II de Carcassonne, comte de Carcassonne et de Razès.